# Klearchos II z Heraklei
Klearchos II lub Klearch II (gr.: Kλέαρχoς, Kléarchos) (zm. 284 p.n.e.) – tyran Heraklei Pontyjskiej razem z młodszym bratem Oksatresem od 301 p.n.e. do swej śmierci. Starszy syn tyrana Heraklei Pontyjskiej Dionizjusza Dobrego i władczyni Heraklei Pontyjskiej Amastris.
Przed śmiercią ojciec Dionizjusz Dobry wyznaczył żonę na jedyną władczynię Heraklei Pontyjskiej i z kilkoma innymi na opiekunkę jego i rodzeństwa. Gdy zmarł w r. 306/305 p.n.e., Amastris objęła po nim władzę w mieście. Po kilku latach (r. 301 p.n.e.) Klearchos II po dojściu do wieku męskiego, zaczął rządzić Herakleą. Sprawował władzę wspólnie z młodszym bratem Oksatresem. Klearchos brał udział w wielu wojnach bądź jako sprzymierzeniec, bądź w konfliktach mu narzuconych. W czasie tych wojen brał udział ze swym wojskiem w wyprawie Lizymacha, byłego ojczyma i króla Tracji na Getów ok. r. 292 p.n.e. Dostał się tam wraz z nim w ręce wrogów. Lizymacha wypuszczono z niewoli, a Klearchos wyszedł później, dzięki zabiegom króla.
Klearchos i Oksatres, w przeciwieństwie do ojca, nie byli łagodni i dobrzy wobec poddanych. Postanowili dokonać zbrodni na swej matce Amastris. Aby nie robiła im wymówek, skrycie doprowadzili do tego, by weszła na statek, po czym została utopiona w morzu. Ta ich zbrodnia oburzyła Lizymacha, byłego męża Amastris. Udając przyjaźń do Klearcha i jego brata, przyjechał do Heraklei, celem wyświadczenia im przysługi. Kłamiąc, że żywi do nich takie same uczucia jak do ich ojca, uśmiercił Klearcha, potem Oksatresa. Diodor Sycylijski, historyk grecki, w swej pracy (Biblioteka historyczna, XX 77) poinformował, że Klearchos z bratem panował siedemnaście lat. Po ich ukaraniu przejął opiekę nad miastem, zabrał bogactwa tyranów, pozwolił obywatelom na wprowadzenie demokracji. Po załatwieniu tych spraw wyjechał do swego królestwa.
Lizymach po powrocie wychwalał Amastris, sławił Herakleję, częściowo chwalił Tios i miasto Amastris noszące imię założycielki. Te pochwały wzbudziły u żony Arsinoe chęć bycia władczynią tych miast. Poprosiła męża, by ten dał jej te miasta. Lizymach dopiero po pewnym czasie uległ, dając jej we władanie Herakleję.